# Amyas Paulet
Amyas (eller Amias) Paulet, född 1532, död den 26 september 1588, var en engelsk diplomat, som bland annat var guvernör på Jersey och, under hennes sista levnadsår, fångvaktare åt Maria Stuart.

## Levnad
Paulet var son till Sir Hugh Paulet och Philippa Pollard.  Hans namn stavas omväxlande Amyas och Amias. År 1559 utsågs han till att tjäna drottningen som biträdande guvernör ('Lieutenant Governor) över Jersey, en av öarna i Engelska kanalen. Hans far var guvernör, så detta var ett sätt att utse Paulet till hans efterträdare. Han innehade denna post fram till år 1573. Paulets far sir Hugh avled detta år, varpå Paulet blev guvernör i hans ställe. Denna titel innehade han sedan fram till sin död.
År 1576 erhöll Paulet riddarvärdighet av drottning drottning Elisabet. Hon utsåg honom även till hennes ambassadör i Paris, och i denna kapacitet fick han även ansvar för den unge Francis Bacon. Paulet stannade i Paris tills han återkallades i november år 1579. Detta år anställde Paulet Jean Hotman, son till François Hotman, som informator åt sina två söner Anthony och George. När familjen återvände till England följde Hotman med och han gjorde sig sedan en karriär och ett namn vid Oxfords universitet som lärd författare. 
Då Paulet var en fanatisk puritan, väl känd för sin stränga och orubbliga karaktär, utsågs han till att vakta Maria Stuart under hennes sista tid i fångenskap.. I januari 1585 tillträdde han denna post på drottning Elisabets order, och efterträdde då sir Ralph Sadler, som hade blivit alltför intagen av den skotska drottningen, och därmed tillåtit henne fler privilegier än drottning Elisabet ville gå med på. Paulet gick nitiskt till verket för att förvandla Maria Stuarts "hedervärda förvaring" till en fångenskap där inga kontakter med yttervärlden var möjliga, och inga privilegier tillåtna. När Elisabet i brev antydde till Paulet att hon skulle föredra att Maria Stuart avled på ett mindre iögonenfallande sätt än genom avrättning svarade Paulet: Gud förbjude att jag skulle förvandla mitt samvete till ett vidrigt vrak på detta sätt! (God forbid that I should make so foul a shipwreck of my conscience.) Paulet förblev Maria Stuarts fångvaktare fram till och med hennes avrättning på Fotheringay den 8 februari år 1587.
Paulet dog i London den 26 september år 1588, och begravdes i kyrkan St Martin-in-the-Fields, belägen vid det nutida Trafalgar Square.  När denna kyrka renoverades flyttades Paulets kvarlevor och hans gravmonument till församlingskyrkan i Hinton St. George.

## Familj
Paulet gifte sig med Margaret Harvey, och deras son Anthony, kom senare att efterträda sin far som guvernör på Jersey, liksom Paulet efterträtt sin egen far sir Hugh. I äktenskapet fick Amyas Paulet tre söner och tre döttrar:  
- Hugh (född 1558), den äldste sonen, dog före sin far.
- Anthony (född 1562), blev sin fars arvinge.
- George (född 1565) blev genom äktenskap med en avlägsen släkting, Elizabeth, dotter till Edward Paulet, ägare till den stora egendomen Goathurst i Somerset
- Joan gifte sig med Robert Heyden från Bowood, Devonshire
- Sarah gifte sig med Sir Francis Vincent från Stoke D'Abernon, Surrey
- Elizabeth dog ogift.

Genom Anthonys son John Poulett, 1:e baron Poulett blev han stamfader till innehavarna av titlarna baron Poulett och earl av Poulett.

## Verk
- Paulet, Amias. The letter-books of Sir Amias Poulet, keeper of Mary Queen of Scots. http://www.archive.org/details/letterbooksofsir00pouluoft. Läst 27 augusti 2008